# Iron Dragon
Iron Dragon es una montaña rusa suspendida de acero que se encuentra en el parque de atracciones Cedar Point, en Sandusky, Ohio, Estados Unidos. Abrió en el año 1987 de la mano de Arrow Dynamics. Este tipo de montaña rusa permite colgar los asientos bajo la vía y además permite libertad de movimiento lateral a los trenes, lo que hace que oscilen continuamente. Además la vía de esta montaña rusa pasa sobre lagunas artificiales, zonas de bosque y agua.
La estación de Iron Dragon fue reutilizada de la antigua estación que usaba Western Cruise y de hecho todavía quedan restos inconfundibles del antiguo uso que recibió el edificio.
Otro punto a destacar es que al principio Iron Dragon tenía la vía roja y los soportes grises. Sin embargo en el año 2004 todos los soportes se pintaron de color amarillo con el fin de repetir el esquema de color que tiene Top Thrill Dragster.